# Полип носа

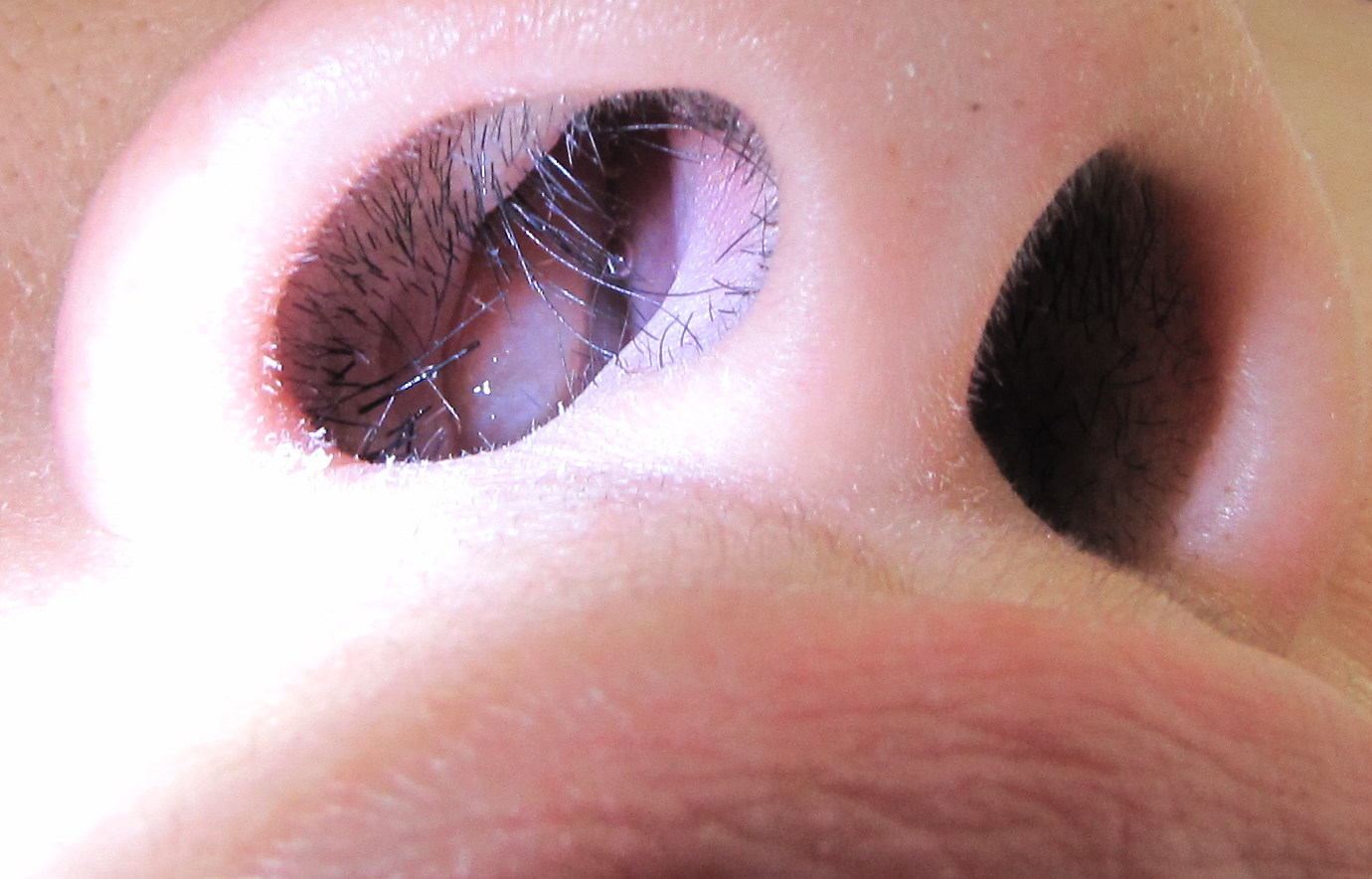
Полип в просвете правого носового прохода, виден через ноздри

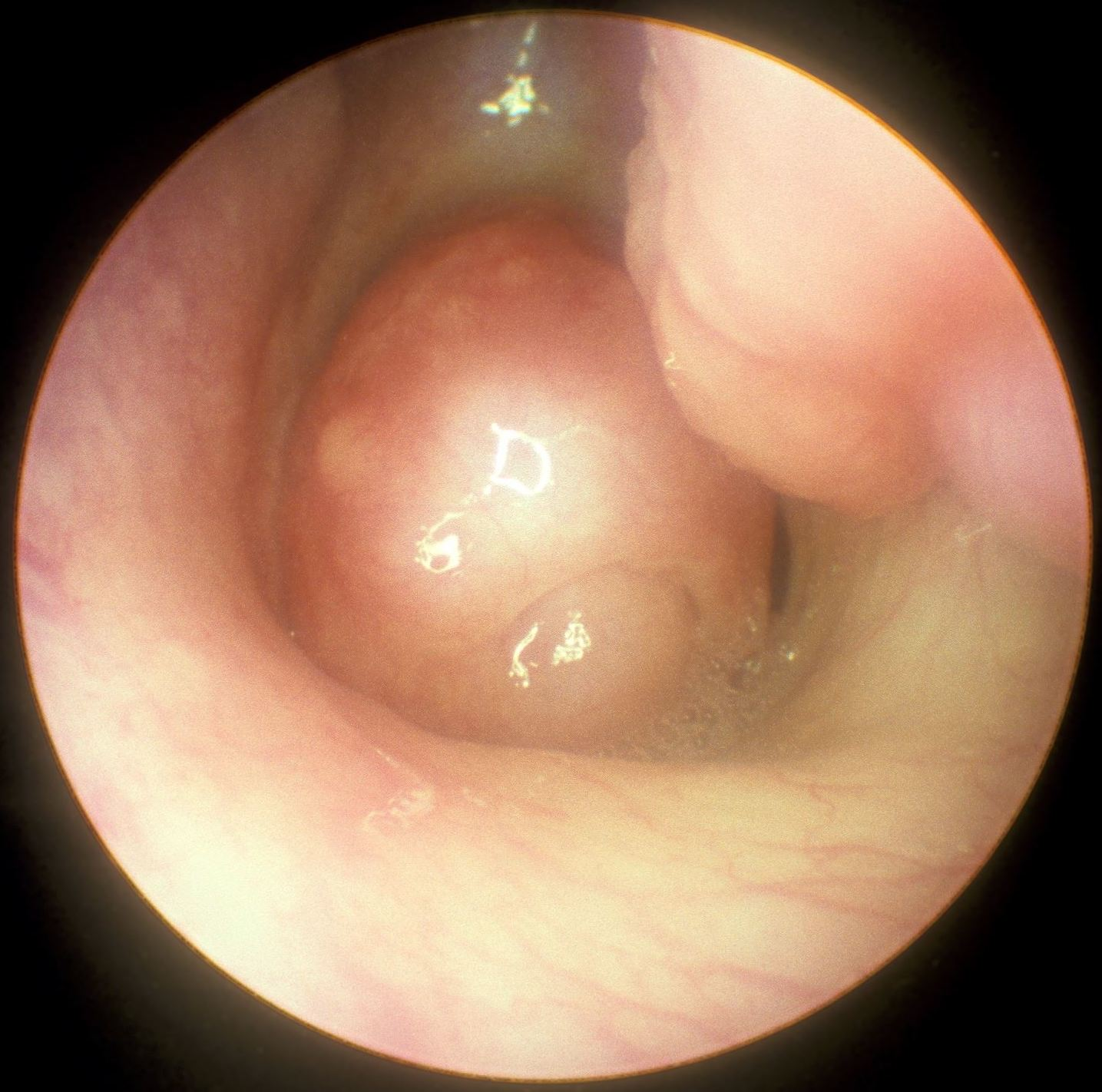
Полип (по центру), приведший к обструкции левой хоаны, вид при риноскопии. Валик справа — задняя часть нижней носовой раковины

Назальный полип, или полип носа, — полиповидная масса, в основном возникающая из слизистой носа и придаточных пазух. Представляет собой разрастание слизистой, часто сопровождаемое аллергическим ринитом. Этот вид полипа легко перемещается и нечувствителен к прикосновениям (англ. freely movable and nontender).

## Классификация
Назальные полипы обычно делят на антрохоанальные полипы и этмоидальные полипы (англ. antrochoanal polyps and ethmoidal polyps). Антрохоанальные полипы возникают из гайморовой пазухи и менее распространены, а этмоидальные — из решётчатого лабиринта. Антрохоанальные полипы, как правило, единичны и возникают на одной стороне, тогда как этмоидальные полипы множественны и возникают с обеих сторон.
| Основные типы назальных полипов | Основные типы назальных полипов    | Основные типы назальных полипов |
| Антрохоанальный                 | Этмоидальный                       |                                 |
| ------------------------------- | ---------------------------------- | ------------------------------- |
| Односторонний                   | Двухсторонний                      |                                 |
| Возникает из гайморовой пазухи  | Возникает из решётчатого лабиринта |                                 |
| Обычно появляется у детей       | Обычно появляется у взрослых       |                                 |

## Симптомы
Симптомами появления полипов являются: заложенность носа, синусит, аносмия (потеря обоняния) и вторичная инфекция, приводящая к головной боли. Несмотря на их удаление во время хирургического вмешательства, назальные полипы возникают повторно примерно в 70 % случаев. Операция в придаточных пазухах требует большой точности, так как связана с риском повреждения ткани глазниц.

## Этиология и патогенез
Патогенез назальных полипов неизвестен. Принято считать, что назальные полипы вызваны аллергией и — реже — кистозным фиброзом, хотя в большинстве случаев данные полипы сопровождаются неаллергической астмой (у взрослых) и не связаны с каким-либо респираторным или аллергическим фактором, доступным проверке.
Назальные полипы не имеют никакого отношения к полипам толстой кишки или матки. Как следствие, при наличии односторонних полипов неправильной формы (англ. irregular unilateral polyps), особенно если они сопровождаются болью и кровотечением, необходимо безотлагательное медицинское обследование, так как они могут оказаться внутриносовой опухолью.

### Причины
Существуют различные заболевания, связанные с формированием полипов: хронический синусит, астма, аспириновая непереносимость, кистозный фиброз, синдром Картагенера, синдром Янга, синдром Чёрджа—Строс, назальный мастоцитоз. Продолжительное воздействие некоторых соединений хрома также может стать причиной появления полипов и сопутствующих заболеваний.
Полипы могут вызвать частые инфекционные или простудные заболевания, которые сопровождаются насморком. Хронические воспаления околоносовых пазух, это может быть гайморит или фронтит. Искривление носовой перегородки, узкие носовые ходы, а это, в свою очередь, приводит к нарушению дыхательного процесса и увеличению слизистой оболочки носа. Генетическая предрасположенность, аллергия или патологическая реакция иммунной системы.
Редкие случаи образование назальных полипов у детей, в большинстве, связаны с кистозным фиброзом (муковисцидоз). Распространенное заблуждение о полипах в детском возрасте связано с терминологической путаницей с аденоидными вегетациями.

#### Аллергия
Люди с бронхиальной астмой склонны к развитию полипов носа, а также люди, которые не переносят анальгетики, точнее, нестероидные противовоспалительные средства (НПВС). Пациенты с такой НПВС-непереносимостью страдают от приступов астмы, как только они принимают определённые лекарства — например, ацетилсалициловую кислоту (аспирин), ибупрофен, диклофенак, анальгин. Это так называемая «псевдоаллергия», организм не образует специфических антител против лекарств, как при настоящей аллергии.
Сочетание НПВС непереносимости, полипов носа и астмы ещё называют: триада Самтера, триада Фернана-Видаля.

#### Муковисцидоз
Носовые полипы редко встречаются у детей — за одним исключением: примерно у одной трети всех детей, страдающих врожденным метаболическим состоянием муковисцидоз, одновременно возникают и полипы носа. При этой патологии железы выделяют аномально вязкий секрет, он накапливается в пазухах, это способствует хроническим синуситам и, следовательно, носовым полипам.

#### Цилиарная дискинезия
Это врождённая патология, которая проявляется недоразвитостью «ресничек» и может проявляться как частыми респираторными заболеваниями, так и стойкой заложенностью носа.

## Лечение

### Консервативная терапия
Назальные полипы лечат с помощью стероидов, например, будесонида интраназально.
Мометазона фуроат, синтетический глюкокортикостероид, известный как назальный спрей для лечения наиболее распространенных симптомов аллергии, показан для лечения полипов носа организацией FDA в Соединённых Штатах с декабря 2005 года. В качестве компонента входит в состав назального спрея «Назонекс».
Если образование полипов связано с аллергией, то возможно применение иммунотерапии.
Другие препараты: омализумаб, дупилумаб.

### Хирургическое лечение
Удаление назальных полипов во время операции длится приблизительно от 45 минут до 1 часа. Она может быть проведена под общей или местной анестезией, полипы удаляют при помощи эндоскопической хирургии. Период восстановления после такой операции составляет от 1 до 3 недель. Сроки восстановления после операции зависят от размера, расположения полипов, сопутствующих патологий (хронический этмоидит), а также применения способа назального тампонирования. При использовании силиконовых (дышащих) стентов сроки восстановления существенно ниже (без болезненного удаления тампонады).

## Возможные осложнения
В связи с нарушением вентиляции околоносовых пазух у большинства пациентов с назальным полипозом присутствуют хронические формы синусовых инфекций. В тяжелых случаях хронического синусита воспаление может распространиться на орбитальную область и мозговые оболочки (менингит, энцефалит). Патогенные микроорганизмы могут оказать влияние на развитие заболеваний верхних дыхательных путей (бронхит, бронхиальная астма).
Опасность появления полипов заключается в том, что  они могут блокировать носовое дыхание, ухудшать дренаж слизи и быть причиной хронических воспалительных процессов верхних дыхательных путей.